# フレキシブルフェイス
フレキシブルフェイスとは、看板の表示面となる生地。通常、表示面にマーキングフィルムやインクジェット出力をしたメディアを貼り付けて、サインとして用いる。

## 概要
電飾看板といえば以前はアクリルの板面が一般的だったが、特に大きいサイズの看板になると、重量による施工の困難さや安全性、衝撃を受けたときの破損の危険性などにアクリルでは問題があった。
メリット
- 施工の際ロール状態にできるので持ち運びがしやすく、取り付けもアクリルに比較して軽量であることにメリットがある。また、強度のある生地なので衝撃にも強く、安全性に関しても高いと言える。

デメリット
- デメリットとして、取り付けの際は、生地にしわが残らないように、均一に各方向へ引っぱる（テンションをかける）必要があり、設置場所や看板枠の形状などにより、設置に手間がかかる場合がある。

## 使用例
- 多くの場合、看板内部の電材によって光を透けさせることができる。そのため、電飾看板に用いられることが多い。